# Alexander von Schlippenbach
Alexander von Schlippenbach, (Berlin, 1938. április 7. –) német dzsesszzongorista, zenekarvezető.

## Pályafutása
Von Schlippenbach nyolcéves korától kezdett zongorázni. Kölnben zeneszerzést tanult Bernd Alois Zimmermann irányítása alatt. Már  a tanulás idején Manfred Schooffal kezdett játszani.
Az 1960-as években lett ismert, amikor Evan Parker szaxofonossal és Paul Lovens dobossal free jazzt játszott. A Globe Unity Orchestra tagjaként ugyancsak aktívan zenélt.
Hoszonyolc éves korában alapította meg a Globe Unity Orchestrat. 1988-ban létrehozta a Berlin Contemporary Jazz Orchestra-t − egy big bandet, amely az évek során többek között Willem Breuker, Paul Lovens, Misha Mengelberg, Evan Parker, Kenny Wheeler és a felesége, Aki Takase volt.
Az 1980-as évek óta Von Schlippenbach olyan tradicionális dzsesszzeneszerzők munkáival is szisztematikusan foglalkozik, mint Jelly Roll Morton és Thelonious Monk. Különböző lemezfelvételei mellett dolgozott a német rádiócsatornáknak. Az európai free jazz közösség számos zenészvel játszott együtt. 2005-ben felvette Thelonious Monk összes műveit, amit Monk's Casino címmel CD-ken adtak ki.

## Albumok

### Zenekarvezető
- Globe Unity (1967)
- The Living Music (1969)
- Payan (1972)
- Pakistani Pomade (1973)
- Three Nails Left (1975)
- The Hidden Peak (1977)
- Piano Solo (1977)
- Rondo Brillante (1983)
- Anticlockwise (1983)
- Stranger Than Love (1985)
- Smoke (1990)
- Elf Bagatellen (1990)
- Physics (1993)
- Light Blue: Schlippenbach Plays Monk (1997)
- Tangens (1998)
- Digger's Harvest (1999)
- Complete Combustion (1999)
- Hunting the Snake (2000)
- Swinging the Bim (2000)
- Compression (2002)
- Broomriding (2003)
- Open Speech with Carlos Bechegas (2004)
- Vesuvius (2005)
- Monk's Casino (2005)
- Winterreise (2006)
- Twelve Tone Tales Vol. I (2006)
- Twelve Tone Tales Vol. II (2006)
- Dedalus (2007)
- Friulian Sketches (psi, 2008)
- Blackheath(2008)
- Gold Is Where You Find It (2008)
- Bauhaus Dessau (2010)
- Berlin with G9 Gipfel (2010)
- Blue Hawk (2011)
- Schlippenbach Plays Monk (2012)
- First Recordings (2014)
- Features (2015)
- Warsaw Concert (2016)
- Jazz Now! (2016)
- So Far (2018)
- Interweaving (2018)
- Liminal Field (2019)

### Globe Unity Orchestra
- Live in Wuppertal (1973)
- Der Alte Mann Bricht... Sein Schweigen (1974)
- Bavarian Calypso & Good Bye (1975)
- Into the Valley Vol. 2 (1976)
- Evidence Vol. 1 (1976)
- Jahrmarkt & Local Fair (1977)
- Pearls (1977)
- Improvisations (1978)
- Hamburg '74 (1979)
- Compositions (1980)
- Intergalactic Blow (1983)
- Rumbling (1991)
- 20th Anniversary (1993)
- Globe Unity 67 & 70 (001)
- Globe Unity 2002 (2003)
- Baden-Baden '75 (2011)
- Globe Unity 40 Years (2007)
- Globe Unity 50 Years (2018)

## Díjak
- 1976: Kunstpreis der Stadt Berlin
- 1994: Albert Mangelsdorff-díj
- 2005: Német lemezkritikusok díja: Monk's Casino
- 2007: The SWR-Jazz Award (Südwestrundfunk)